# الميدالية القطبية
الميدالية القطبية (بالإنجليزية: Polar Medal)‏ هي ميدالية يمنحها ملك المملكة المتحدة. تأسست عام 1857 باسم ميدالية القطب الشمالي وأعيدت تسميتها بالميدالية القطبية عام 1904.

## فهرس
- Poulsom، Neville W. (1968). The White Ribbon: A Medallic Record of British Polar Expeditions. B.A. Seaby, London. ISBN:0-900652-00-4. مؤرشف من الأصل في 2021-08-27.0-900652-00-4
- بولسوم ، نيفيل ، دبليو ، ومايريس ، جال ، (2000). الاستكشاف والبحث القطبي البريطاني: سجل تاريخي وميدالي مع السير الذاتية ، 1818-1999. منشورات سافانا ، لندن.(ردمك 1 902366 05 0)رقم ISBN 1 902366 05 0.